# Dieselproces

Gelijkdrukproces

Het dieselproces is het kringproces dat gebruikt wordt als vergelijkingsproces voor de verbranding bij dieselmotoren. Dit is het gelijkdrukproces, hoewel voor moderne diesels vaak het gemengde proces of seiliger-proces gebruikt wordt en ook wel het otto-proces voor moderne snellopende dieselmotoren waar de verbranding snel genoeg verloopt.
Bij het gelijkdrukproces is de verbranding zo geleidelijk dat de druk niet verandert. Dit was het geval bij dieselmotoren met luchtverstuiving, wat niet meer wordt toegepast. Bij het gemengde proces wordt de verbranding onderverdeeld in een deel waarbij het volume gelijk blijft en een deel waarbij de druk gelijk blijft. Dit standaardkringproces wordt gebruikt om de verbranding bij drukverstuiving te beschrijven en is een combinatie van het dieselproces en het otto-proces.
Het gelijkdrukproces verloopt als volgt:
1-2: isentrope compressie van lucht;
2-3: isobare warmtetoevoer;
3-4: isentrope expansie;
4-1: isochore warmte-afvoer tot de begintoestand.
In het werkelijke proces is 4-1: uitlaat van de verbrandingsgassen.
Het rendement voor het dieselproces is:
{\displaystyle \eta _{th}=1-{1 \over c^{k-1}}{\rho ^{k}-1 \over k(\rho -1)}}
waarbij {\displaystyle c} de compressieverhouding {\displaystyle {V_{1} \over V_{2}}} is, {\displaystyle \rho } de vulling of verbrandingsverhouding {\displaystyle {V_{3} \over V_{2}}}, {\displaystyle k={c_{p} \over c_{v}}}, {\displaystyle c_{p}} de soortelijke warmte bij gelijke druk en {\displaystyle c_{v}} bij gelijk volume.
Bij gelijke compressieverhouding is dit rendement lager dan dat van het otto-proces. Bij mengselmotoren (otto-proces) kan men echter niet werken met zo'n hoge compressieverhouding wegens het pingelgevaar.